# Lagan Ilir
Lagan Ilir is een bestuurslaag in het regentschap Tanjung Jabung Timur van de provincie Jambi, Indonesië. Lagan Ilir telt 1576 inwoners (volkstelling 2010).